# Chlorocryptus coreanus
Chlorocryptus coreanus är en stekelart som först beskrevs av Szepligeti 1916.  Chlorocryptus coreanus ingår i släktet Chlorocryptus och familjen brokparasitsteklar. Inga underarter finns listade i Catalogue of Life.